# Dolichurus
Dolichurus is een geslacht van vliesvleugelige insecten uit de familie Kakkerlakkendoders (Ampulicidae)

## Soorten
- D. bicolor Lepeletier, 1845
- D. corniculus

Bliksemwesp (Spinola, 1808)
- D. haemorrhous A. Costa, 1886